# 36. ceremonia wręczenia Cezarów

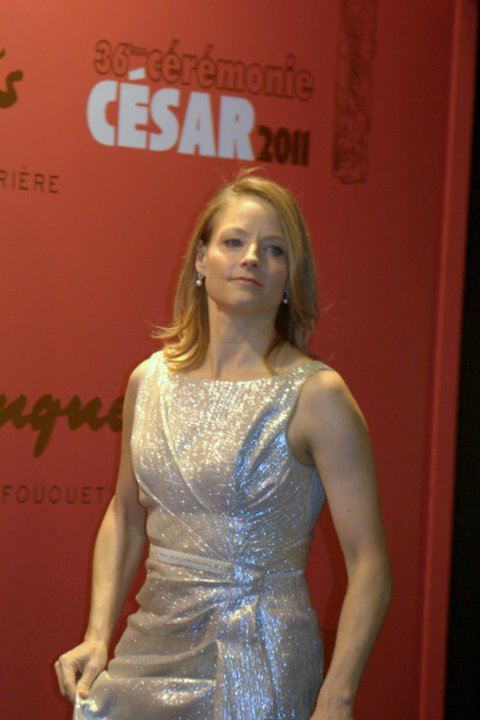
Jodie Foster, przewodnicząca gali

36. ceremonia wręczenia francuskich nagród filmowych Cezarów za rok 2010, odbyła się 25 lutego 2011 roku w Théâtre du Châtelet w Paryżu. Dnia 21 stycznia 2011 roku Prezydent Francuskiej Akademii Filmowej, Alain Terzian ogłosił nominacje do nagród.
Jodie Foster została wybrana na przewodniczącą tegorocznej ceremonii wręczenia nagród. Samą ceremonię poprowadził francuski aktor Antoine de Caunes.
Cezara Honorowego w tym roku odebrał reżyser Quentin Tarantino.
W tym roku najwięcej nominacji otrzymał film Xaviera Beauvoisa Ludzie Boga, który ubiegał się o jedenaście nagród. O osiem statuetek rywalizowały trzy filmy: Autor widmo Romana Polańskiego, Gainsbourg w reżyserii Joanna Sfara i Księżniczka Montpensier Bertranda Taverniera.
Nominację za najlepsze zdjęcia otrzymał Paweł Edelman, który pracował nad filmem Autor widmo.
Najwięcej nagród − cztery − otrzymał film Autor widmo w reżyserii Romana Polańskiego. Obraz otrzymał nagrody za najlepszą reżyserię i scenariusz adaptowany. 
Najlepszym filmem roku uznano obraz Ludzie Boga w reżyserii Xaviera Beauvoisa. Film łącznie odebrał trzy nagrody. Również trzy nagrody przypadły twórcom filmu Gainsbourg. Film Tournée pomimo pięciu nominacji nie otrzymał żadnej nagrody.
Nagrodę dla najlepszego aktora odebrał Eric Elmosnino za rolę tytułową w filmie Gainsbourg. Najlepszą aktorką uznano Sarę Forestier i jej rolę w Imiona miłości.

## Laureaci i nominowani

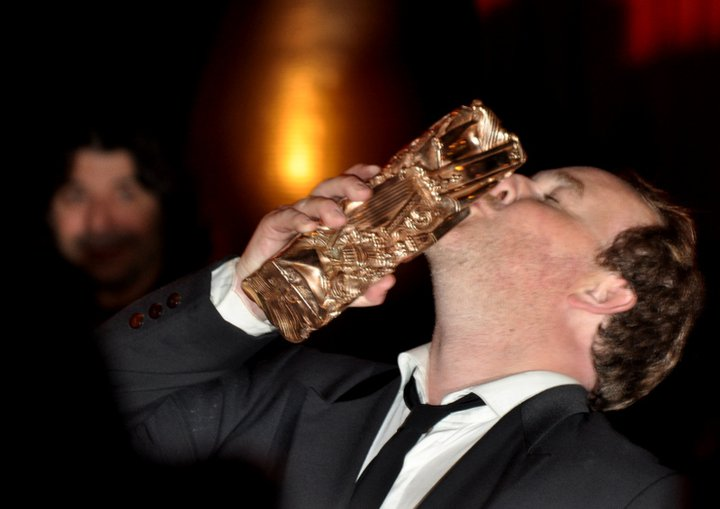
Xavier Beauvois, laureat nagrody za najlepszy film

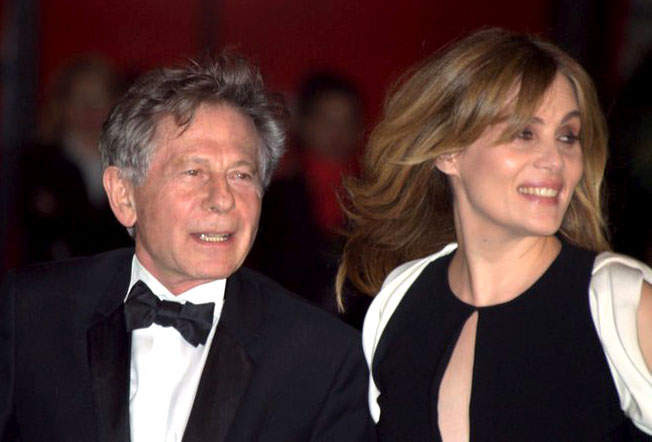
Roman Polański, laureat Cezara za najlepszą reżyserię, wraz z żoną Emmanuelle Seigner

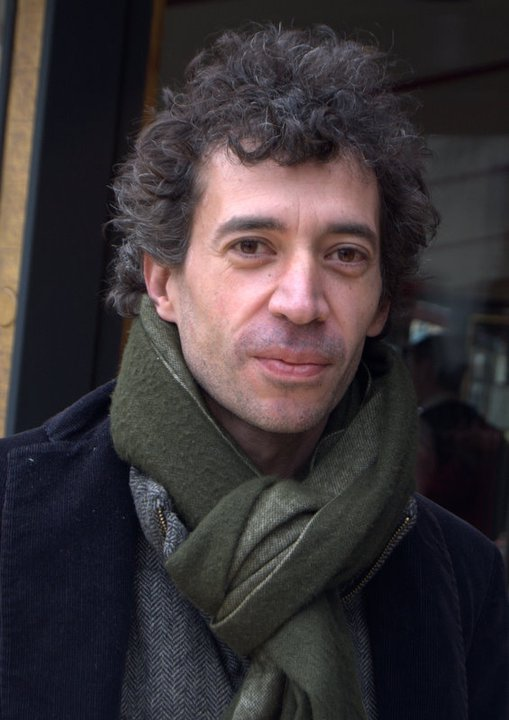
Eric Elmosnino, najlepszy aktor za rolę w filmie Gainsbourg

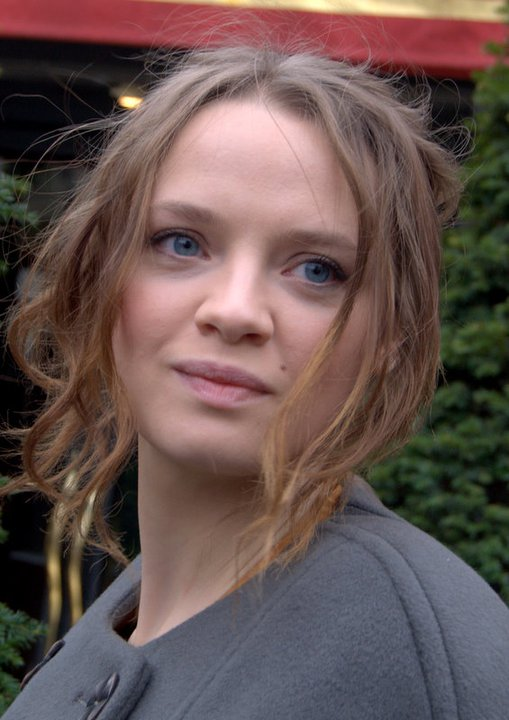
Sara Forestier, najlepsza aktorka za rolę w filmie Le Nom des gens

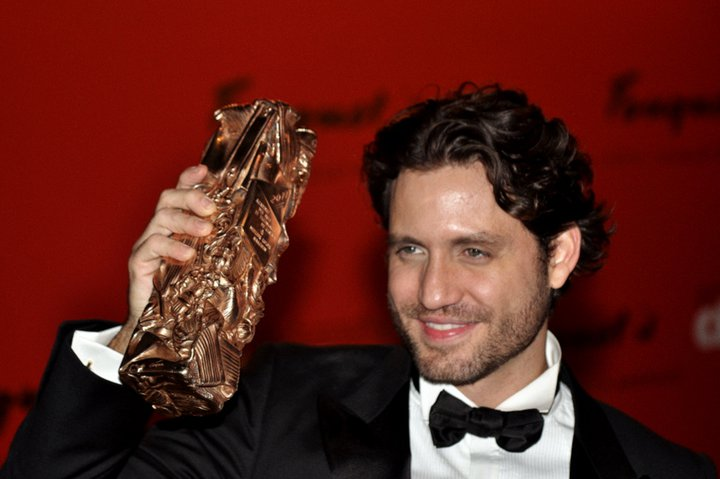
Édgar Ramírez − najbardziej obiecujący aktor

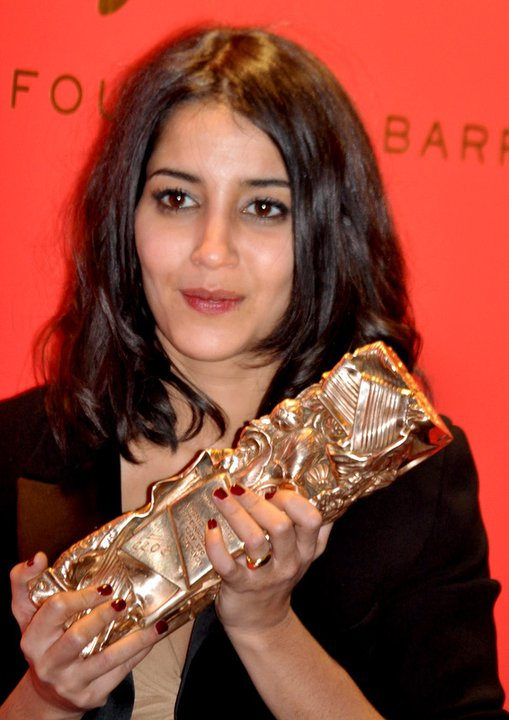
Leïla Bekhti − najbardziej obiecująca aktorka

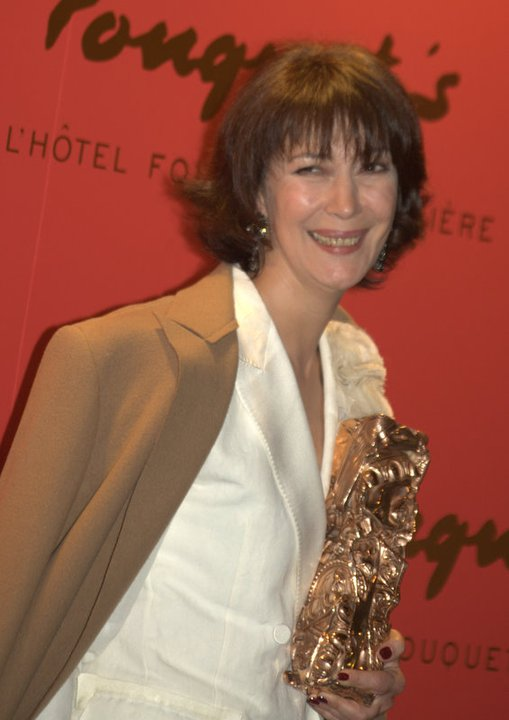
Anne Alvaro − najlepsza aktorka w roli drugoplanowej

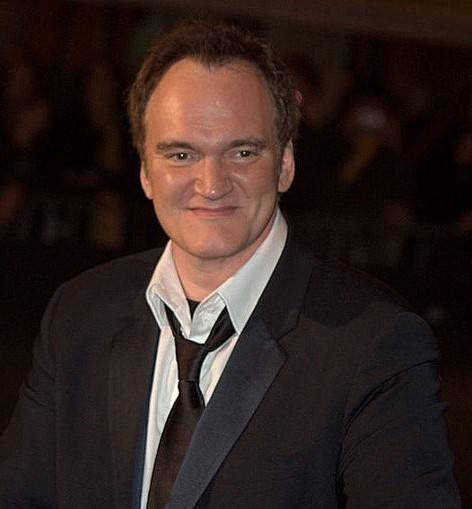
Quentin Tarantino − wyróżniony nagrodą honorową

Laureaci nagród wyróżnieni są wytłuszczeniem

### Najlepszy film
Reżyser / Producenci − Film
- Xavier Beauvois / Pascal Caucheteux, Grégoire Sorlat i Etienne Comar − Ludzie Boga
  - Pascal Chaumeil / Nicolas Duval Adassovsky, Yann Zenou i Laurent Zeitoun − Heartbreaker. Licencja na uwodzenie
  - Joann Sfar / Marc du Pontavice i Didier Lupfer − Gainsbourg
  - Benoit Delepinei Gustave Kervern / Jean-Pierre Guérin, Benoît Delépine i Gustave Kervern − Mammuth
  - Michel Leclerc / Caroline Adrian, Antoine Rein i Fabrice Goldstein − Imiona miłości
  - Roman Polański / Robert Benmussa i Alain Sarde − Autor widmo
  - Mathieu Amalric / Laetitia Gonzalez i Yaël Fogiel − Tournée

### Najlepszy film zagraniczny
Reżyser − Film • Kraj produkcji
- David Fincher − The Social Network • Stany Zjednoczone
  - Xavier Dolan − Wyśnione miłości • Kanada
  - Jane Campion − Jaśniejsza od gwiazd • Australia / Wielka Brytania
  - Juan José Campanella − Sekret jej oczu • Argentyna / Hiszpania
  - Olivier Masset-Depasse − Nielegalni • Luksemburg / Belgia
  - Christopher Nolan − Incepcja • Stany Zjednoczone
  - Clint Eastwood − Invictus – Niepokonany • Stany Zjednoczone

### Najlepszy pierwszy film
Reżyser / Producenci − Film
- Joann Sfar / Marc du Pontavice i Didier Lupfer − Gainsbourg
  - Pascal Chaumeil / Nicolas Duval Adassovsky, Yann Zenou i Laurent Zeitoun − Heartbreaker. Licencja na uwodzenie
  - Fabrice Gobert / Marc-Antoine Robert i Xavier Rigault − Simon Werner a disparu...
  - Pascal Elbé / Patrick Godeau − Tête de turc
  - Géraldine Nakache i Hervé Mimran / Aïssa Djabri i Farid Lahouassa − Wszystko co się świeci

### Najlepszy reżyser
- Roman Polański − Autor widmo
  - Mathieu Amalric − Tournée
  - Olivier Assayas − Carlos
  - Xavier Beauvois − Ludzie Boga
  - Bertrand Tavernier − Księżniczka Montpensier

### Najlepszy scenariusz oryginalny
- Baya Kasmi i Michel Leclerc − Imiona miłości
  - Mathieu Amalric, Philippe Di Folco, Marcelo Novais Teles i Raphaëlle Valbrune − Tournée
  - Bertrand Blier − Dźwięk kostek lodu
  - Etienne Comar i Xavier Beauvois − Ludzie Boga
  - Benoît Delépine i Gustave Kervern − Mammuth

### Najlepszy scenariusz adaptowany
- Robert Harris i Roman Polański − Autor widmo
  - Julie Bertuccelli − Drzewo
  - Jean Cosmos, François-Olivier Rousseau i Bertrand Tavernier − Księżniczka Montpensier
  - Éric Lartigau i Laurent De Bartillat − Człowiek, który chciał żyć swoim życiem
  - François Ozon − Żona doskonała

### Najlepszy aktor
- Eric Elmosnino − Gainsbourg
  - Gérard Depardieu − Mammuth
  - Romain Duris − Heartbreaker. Licencja na uwodzenie
  - Jacques Gamblin − Imiona miłości
  - Lambert Wilson − Ludzie Boga

### Najlepsza aktorka
- Sara Forestier − Imiona miłości
  - Isabelle Carré − Przepis na miłość
  - Catherine Deneuve − Żona doskonała
  - Charlotte Gainsbourg − Drzewo
  - Kristin Scott Thomas − Klucz Sary

### Najlepszy aktor w roli drugoplanowej
- Michael Lonsdale − Ludzie Boga
  - Niels Arestrup − Człowiek, który chciał żyć swoim życiem
  - François Damiens − Heartbreaker. Licencja na uwodzenie
  - Gilles Lellouche − Niewinne kłamstewka
  - Olivier Rabourdin − Ludzie Boga

### Najlepsza aktorka w roli drugoplanowej
- Anne Alvaro − Dźwięk kostek lodu
  - Valérie Bonneton − Niewinne kłamstewka
  - Laetitia Casta − Gainsbourg
  - Julie Ferrier − Heartbreaker. Licencja na uwodzenie
  - Karin Viard − Żona doskonała

### Nadzieja kina (aktor)
- Édgar Ramírez − Carlos
  - Arthur Dupont − Bus Palladium
  - Grégoire Leprince-Ringuet − Księżniczka Montpensier
  - Pio Marmaï − Miłością i wodą
  - Raphaël Personnaz − Księżniczka Montpensier

### Nadzieja kina (aktorka)
- Leïla Bekhti − Wszystko co się świeci
  - Anaïs Demoustier − Miłością i wodą
  - Audrey Lamy − Wszystko co się świeci
  - Léa Seydoux − Piękny kolec
  - Yahima Torres − Czarna Wenus

### Najlepsza muzyka
- Alexandre Desplat − Autor widmo
  - Bruno Coulais − Oceany
  - Grégoire Hetzel − Drzewo
  - Delphine Montoulet i Tony Gatlif − Wolność
  - Yarol Poupaud − Bus Palladium
  - Philippe Sarde − Księżniczka Montpensier

### Najlepsze zdjęcia
- Caroline Champetier − Ludzie Boga
  - Christophe Beaucarne − Tournée
  - Paweł Edelman − Autor widmo
  - Bruno de Keyzer − Księżniczka Montpensier
  - Guillaume Schiffman − Gainsbourg

### Najlepszy montaż
- Hervé de Luze − Autor widmo
  - Marilyne Monthieux − Gainsbourg
  - Annette Dutertre − Tournée
  - Luc Barnier − Carlos
  - Marie-Julie Maille − Ludzie Boga

### Najlepsza scenografia
- Hugues Tissandier − Niezwykłe przygody Adeli Blanc-Sec
  - Michel Barthélémy − Ludzie Boga
  - Guy-Claude François − Księżniczka Montpensier
  - Albrecht Konrad − Autor widmo
  - Christian Marti − Gainsbourg

### Najlepsze kostiumy
- Caroline de Vivaise − Księżniczka Montpensier
  - Olivier Beriot − Niezwykłe przygody Adeli Blanc-Sec
  - Pascaline Chavanne − Żona doskonała
  - Alicia Crisp-Jones − Tournée
  - Marielle Robaut − Ludzie Boga

### Najlepszy dźwięk
- Daniel Sobrino, Jean Goudier i Cyril Holtz − Gainsbourg
  - Philippe Barbeau, Jérôme Wiciak i Florence Lavallé − Oceany
  - Jean-Marie Bondel, Thomas Desjonqueres i Dean Humphreys − Autor widmo
  - Jean-Jacques Ferrand, Vincent Guillon i Éric Bonnard − Ludzie Boga
  - Olivier Meauvezin, Séverin Favriau i Stéphane Thiebaut − Tournée

### Najlepszy film animowany
- Sylvain Chomet − Iluzjonista
  - Luc Besson − Artur i Minimki 3. Dwa światy
  - Jean-Christophe Lie − Mężczyzna w niebieskim Gordini
  - François Alaux, Hervé de Crécy i Ludovic Houplain − Logorama
  - Jean-Loup de Felicioli − Kot w Paryżu

### Najlepszy film dokumentalny
- Jacques Perrin − Oceany
  - Florent de La Tullaye − Benda Bilili
  - Jean-Stéphane Bron − Cleveland vs Wall Street
  - Marianne Otero − Entre nos mains
  - Pierre Thoretton − Szalona miłość – Yves Saint Laurent

### Najlepszy film krótkometrażowy
- François Alaux, Hervé de Crécy i Ludovic Houplain − Logorama
  - Louis Garrel − Mały krawiec
  - Clément Michel − Une pute et un poussin
  - Blandine Lenoir − Monsieur L'Abbé
  - Dyana Gaye − Wspólna podróż

### Cezar Honorowy
- Quentin Tarantino (reżyser, scenarzysta, aktor)

## Podsumowanie ilości nominacji
(Ograniczenie do dwóch nominacji)
12 : Ludzie Boga
8 : Autor widmo, Gainsbourg, Księżniczka Montpensier
6 : Tournée
5 : Heartbreaker. Licencja na uwodzenie
4 : Imiona miłości, Żona doskonała
3 : Mammuth, Carlos, Drzewo, Wszystko co się świeci, Oceany
2 : Niewinne kłamstewka, Dźwięk kostek lodu, Człowiek, który chciał żyć swoim życiem, Miłością i wodą, Bus Palladium, Niezwykłe przygody Adeli Blanc-Sec

## Podsumowanie ilości nagród
(Ograniczenie do dwóch nagród)
4 : Autor widmo
3 : Ludzie Boga, Gainsbourg
2 : Imiona miłości

## Prezenterzy nagród i nominacji
| Imię i nazwisko                     | Prezentacja lub wręczenie nagrody:                              |
| ----------------------------------- | --------------------------------------------------------------- |
| Emmanuelle Seigner                  | Nadzieja kina (aktor)                                           |
| Guillaume Gallienne                 | Najlepsza aktorka w roli drugoplanowej                          |
| Emmanuelle Béart                    | Najlepszy scenariusz oryginalny Najlepszy scenariusz adaptowany |
| Elsa Zylberstein i Vincent Pérez    | Najlepszy dźwięk, Najlepszey montaż                             |
| Charlotte Le Bon                    | Najlepsza muzyka                                                |
| Roman Polański                      | Najlepszy pierwszy film                                         |
| Mélanie Thierry                     | Najlepszy aktor w roli drugoplanowej                            |
| Diane Kruger i Christoph Waltz      | Cezar Honorowy                                                  |
| François Damiens                    | Najlepszy film krótkometrażowy                                  |
| Pascal Elbé                         | Nadzieja kina (aktorka)                                         |
| Jean-Paul Rouve i jego matka Myriam | Najlepszy film dokumentalny                                     |
| Élie Semoun                         | Najlepszy film animowany                                        |
| Virginie Efira i Tomer Sisley       | Najlepszy film zagraniczny                                      |
| Obsada filmu Tournée                | Najlepsza scenografia                                           |
| Nathalie Baye                       | Najlepszy reżyser                                               |
| Elisa Sednaoui                      | Najlepsze kostiumy                                              |
| Valérie Lemercier                   | Najlepszy aktor                                                 |
| François Cluzet                     | Najlepsza aktorka                                               |
| Jodie Foster                        | Najlepszy film                                                  |